# حافظه عکاسی
حافظه عکاسی یا حافظه مُثُلی (eidetic memory) یا حافظه ایدئتیک عبارتست از توانایی به خاطر آوردن یک تصویر از حافظه با دقت بالا برای مدت کوتاهی پس از فقط یکبار مشاهدهٔ چیزی و بدون استفاده از یادیارها است.
واژه مثلی (eidetic) برگرفته از واژه یونانی εἶδος است (با تلفظ [اِیدوس]) به معنی «صورت آشکار».
اگرچه اصطلاح‌های «حافظه ایدئتیک» و «حافظه عکاسی» معمولاً به جای یکدیگر استفاده می‌شوند، آنها نیز متمایز هستند، با «حافظه ایدتیک» به توانایی دیدن یک شی برای چند دقیقه بعد از اینکه دیگر وجود ندارد، اشاره دارد. و حافظه عکاسی  اشاره به توانایی یادآوری صفحات متن یا اعداد یا موارد مشابه با جزئیات زیاد دارد. وقتی مفاهیم متمایز می‌شوند، حافظه ایدتیک در تعداد کمی از کودکان گزارش می‌شود و عموماً در بزرگسالان یافت نمی‌شود، در حالی که حافظه واقعی عکاسی در انسان هرگز ثابت نشده‌است.

## اشخاصی که ادعا شده حافظه عکاسی دارند
- ریاضیدان جان فون نویمان توانست ستونی از دفترچه تلفن را با یک نگاه به خاطر بسپارد.[۹] دانشمند علوم رایانه هرمان گلدستاین، در مورد او نوشته‌است: «یکی از توانایی‌های قابل توجه او قدرت یادآوری مطلق او بود. او می‌توانست به‌طور کلمه به کلمه یک مطلب را نقل کند؛ علاوه بر این، او می‌توانست سال‌ها بعد بدون تردید این کار را انجام دهد.»[۱۰]
- لوسی شاپیرو، استاد زیست‌شناسی رشدی در دانشکده پزشکی دانشگاه استنفورد، در مصاحبه‌ای ادعا می‌کند که حافظه‌ای ایدئتیک یا حافظه عکاسی دارد، و اگر صفحه‌ای را ببیند یا چیزی بنویسد، مانند عکس گرفتن در ذهن به خاطر می‌سپارد.[۱۱]
- لئوناردو داوینچی گفته می‌شود که دارای حافظه عکاسی است.[۱۲]

## در غیرانسان
طبق آزمایشی که در دانشگاه کیوتو (ژاپن) انجام شد، مشخص شد که توانایی یک شامپانزه جوان (۵ ساله) برای به خاطر سپردن اعداد نمایش داده شده روی صفحه نمایش به‌طور قابل توجهی بیشتر از یک انسان بالغ است. دانشمندان این را به معادل حافظه عکاسی نسبت می‌دهند، یعنی توانایی به خاطر آوردن جزئیات آنچه دیده یا شنیده می‌شود، که در کودکان انسان وجود دارد و با افزایش سن کاهش می‌یابد.